# Sadzonki
Sadzonki (dawniej niem. Seefeld) – szczyt o wysokości 1230 m n.p.m. znajdujący się w Masywie Śnieżnika w Sudetach, na terenie Śnieżnickiego Parku Krajobrazowego.

## Geografia
Sadzonki są dość słabo zaznaczonym wzniesieniem wschodniego grzbietu Śnieżnika, na granicy polsko-czeskiej, na europejskim dziale wodnym zlewisk Bałtyku i Morza Czarnego. Wznosi się powyżej Piernikarskiej Grzędy rozdzielającej Głęboką Jamę i Lej Średni i przechodzi dalej w łukowato wygięty Dziczy Grzbiet.

## Przyroda
Powyżej Sadzonek na zboczu Śnieznika rośnie sztucznie wprowadzona kosodrzewina (Pinus mugo) w nielicznych grupach. Wśród rzadkich zarośli zniszczonego lasu świerkowego regla górnego na Sadzonkach znajduje się niewielkie torfowisko z charakterystyczną florą. Szczególnie ciekawa jest jednak fauna. Stwierdzono tu siedliska następujących zwierząt: miedziopierś górska (Somatochlora alpestris), muchówka Tipula subnodicornis, pająk Pirata uliginosus, chrząszcze Pterostichus diliaens i Crepitis punctatostriata, chruściki Limnophilus sparsus i Neuronia ruficrus, mrówka Formica picea i motyl Sterrhopteryx standiussi.

## Turystyka
Przez Sadzonki przechodzi  zielony szlak pieszy z Bielic i Przełęcz Płoszczynę na Śnieżnik. Roztacza się stąd efektowna, szeroka panorama na Góry Bialskie i dolinę Morawy w Czechach.